# Монета (Юнона)
Моне́та (лат. Moneta) — епітет римської богині Юнони.
Від цього епітета дістав назву монетний двір, що був на Капітолійському пагорбі в храмі Юнони. Відтак саме він є етимологією сучасного слова монета.